# Hudson Heights (New York City)

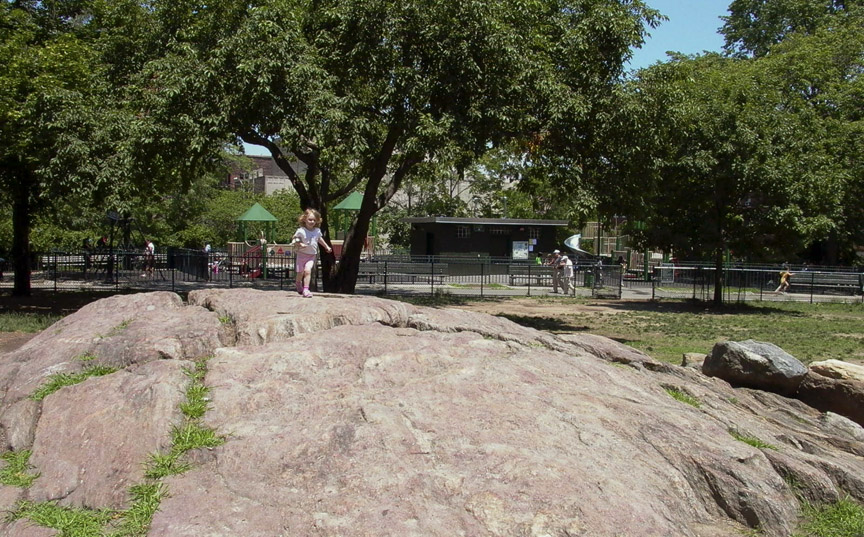
Der höchste Punkt von Manhattan befindet sich in Hudson Heights im Bennett Park.

Hudson Heights ist ein Viertel im Stadtteil Washington Heights in Upper Manhattan, New York City, USA. Der Name bezieht sich auf die Nähe zum Hudson River, der die westliche Grenze des Viertels bildet, wie auch auf dessen geografische Besonderheit, da sich hier die höchste natürliche Erhebung Manhattans befindet – daher „Heights“ (Höhe).

## Lage und Geografie
Im Osten wird Hudson Heights durch den Broadway, im Süden durch die 173rd Street und im Norden durch den Fort Tryon Park begrenzt. Der Name „Hudson Heights“ und dessen Grenzen wurden erstmals durch die Hudson-Heights-Eigentümervereinigung benutzt, die 1993 gegründet wurde.
Im Bennett Park in Hudson Heights befindet sich die höchste natürliche Erhebung Manhattans. Sie ist fast 81 Meter (265 Fuß) über dem Meeresspiegel und nur etwa 12 Meter niedriger als die Fackel der Freiheitsstatue. Ein Aussichtspunkt befindet sich an der westlichen Spitze der Plaza Lafayette, der sich entlang der West 181st Street erstreckt (zwischen der Haven Avenue und dem Riverside Drive).

## Geschichte

### Lange Bergh: 17. Jahrhundert

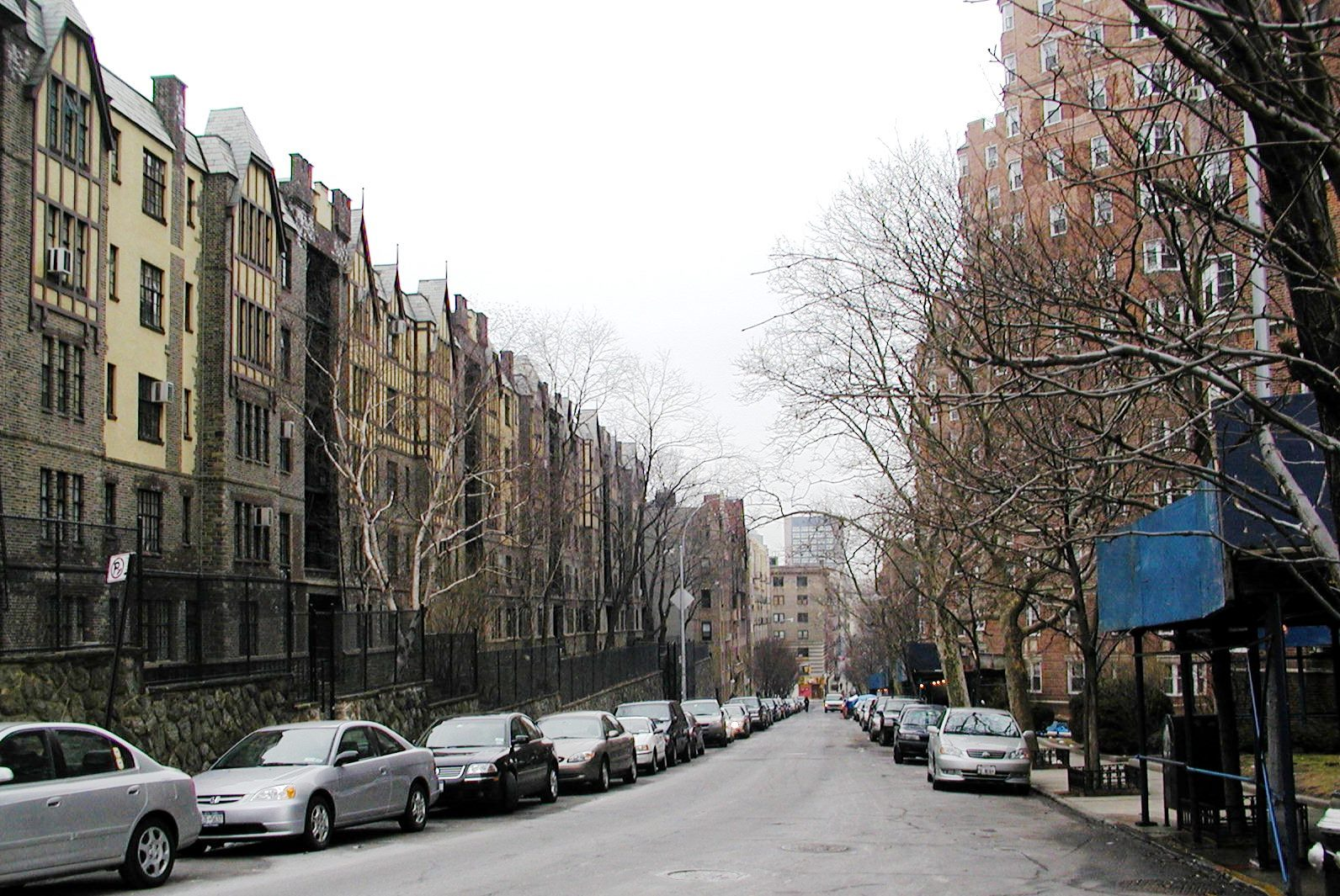
Wohngenossenschaft am Cabrini Boulevard – rechts: Castle Village, links: Hudson View Gardens

Vor den europäischen Entdeckern und Siedlern lebten die Lenape-Indianer auf dieser Insel, die sie „Manhatta“ nannten. Direkt nördlich von Hudson Heights, wo sich heute der Inwood Hill Park befindet, tauschte Peter Minuit 1626 die Insel mit dem Lenape-Stamm gegen 60 niederländische Gulden. Er gab der Insel den Namen Nieuw Amsterdam. Die Gegend nördlich der Mitte Manhattans wurde Nieuw-Haarlem genannt, bis die Briten die Kontrolle über die Gegend im 2. Englisch-Niederländischen Krieg erlangten. Sie gaben dem Gebiet den Namen „Lancaster“ und zogen die nördliche Grenze in etwa auf der Höhe der heutigen 129th Street. Die Hügelkuppe, von der aus der Hudson River überblickt werden kann, wurde einst von den Chquaesgeck-Indianern bewohnt. Später wurde sie von niederländischen Siedlern bis ins 17. Jahrhundert „Lange Bergh“ (Langer Berg) genannt.

### Fort Washington: 18. und 19. Jahrhundert

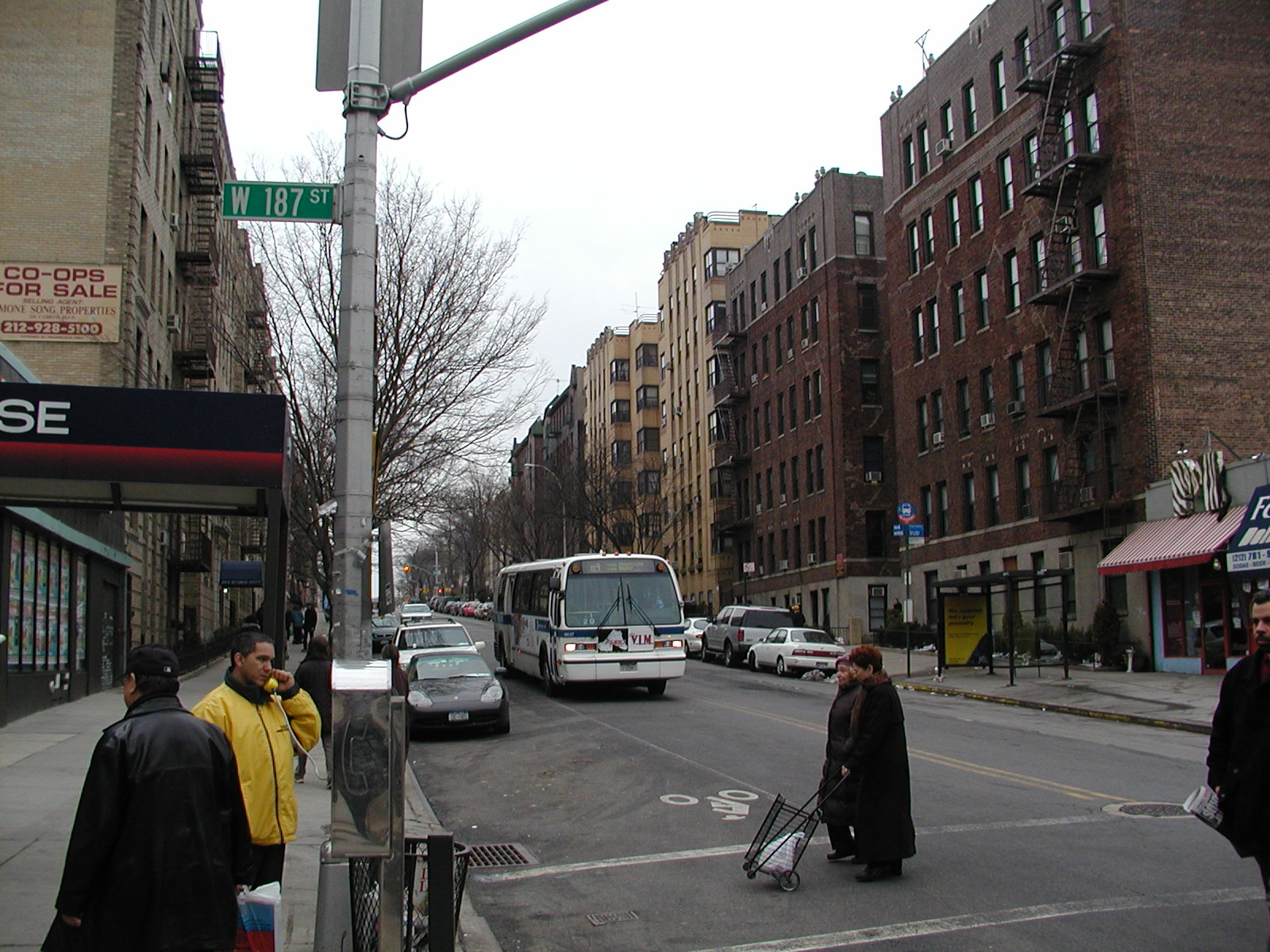
Fort Washington Avenue

Im 18. Jahrhundert war nur der südliche Teil der Insel von Europäern besiedelt, wodurch der Rest Manhattans überwiegend unberührt blieb. Hier befand sich auch die höchste Stelle der Insel, die eine uneingeschränkte Sicht auf die spätere Stadt New York City bot.
Als der Amerikanische Unabhängigkeitskrieg New York erreichte, hatten die Briten die Oberhand. General George Washington und seine Kontinentalarmee-Truppen lagerten auf dieser Anhöhe und nannten es Fort Washington, um von hier aus die anmarschierenden Rotröcke der Britischen Armee zu beobachten. Die Kontinentalarmee zog sich von dort zurück, nachdem sie in der Schlacht von Fort Washington am 16. November 1776 geschlagen wurde. Die Briten nahmen diese Stellung ein und benannten sie in „Fort Knyphausen“ um, zu Ehren des Anführers der Hessen, deren größtenteils der britische Sieg zu verdanken war. Sie befand sich auf dem Gebiet des Bennett Park.
Fort Washington wurde ursprünglich errichtet, um britische Schiffe daran zu hindern, den Hudson River hinaufzusegeln. Seine Partner-Stellung auf der anderen Flussseite war Fort Lee, das erbaut wurde, um bei der Verteidigung des Hudson Valley Beistand zu leisten.
Nicht weit vom Fort entfernt war die Blue Bell Tavern an der Kreuzung der Kingsbridge Road, wo sich heute Broadway und die West 181st Street kreuzen – an der südwestlichen Ecke von Hudson Heights. Am 9. Juli 1776, als der New York Provincial Congress der Unabhängigkeitserklärung der Vereinigten Staaten zustimmte, „marschierte ein rauflistiger Haufen Soldaten und Zivilisten ('keine anständigen Leute' wären zugegen gewesen, meinte ein Zeuge später) […] den Broadway hinunter zu Bowling Green, wo sie die Statue von Georg III. stürzten, die 1770 errichtet worden war. Der Kopf wurde in der Blue Bell Tavern auf eine Spieß gesteckt […]“ Die Taverne wurde später von Washington und seinem Stab genutzt, als die Briten New York räumten. Sie standen davor, als sie zusahen, wie die amerikanischen Truppen nach Süden zogen, um New York wieder einzunehmen.
1856 wurde das erste schriftlich belegte Haus auf dem Gebiet von Fort Washington errichtet: Die Moorewood-Residenz stand hier bis in die 1880er Jahre. Das Anwesen wurde von Richard Carman erworben und an James Gordon Bennett senior als Sommer-Wohnsitz weiterverkauft. Bennetts Nachkommen übertrugen das Land an die Stadt, damit diese dort einen Park zu Ehren des Lagers des Amerikanischen Unabhängigkeitskrieges errichtet. Bennett Park ist heute ein Teil dieses Grundstücks. Lucius Chittenden, ein Kaufmann aus New Orleans, erbaute ein Haus auf einem Grundstück, das er 1846 erwarb – heute westlich von Cabrini Boulevard und der West 187th Street. Es war 1864 als Chittenden-Anwesen bekannt. C. P. Bucking nannte sein Haus in der Nähe des Hudson Pinehurst. Heute zeugen noch die Pinehurst Avenue, die South Pinehurst Avenue sowie die Pinehurst Apartments hiervon.

### Fort Tryon und Frankfurt-on-the-Hudson: Anfang bis Mitte 20. Jahrhundert

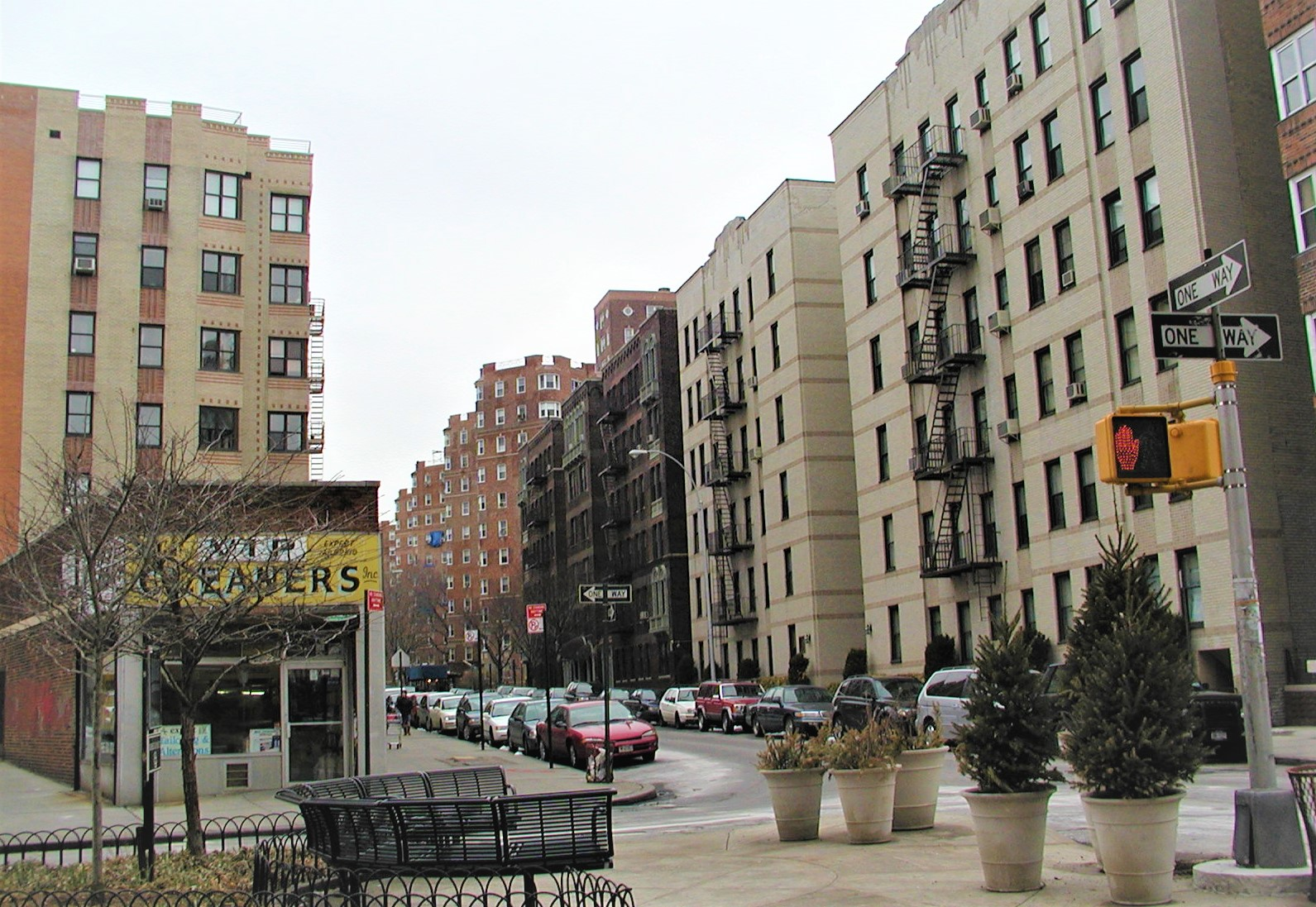
Cabrini Boulevard

Um 1900 begann man die Wälder in dieser Gegend abzuholzen, um Platz für Häuser zu schaffen. Die Felsen, die heute zu Fort Tryon Park gehören, befestigten einst die Villa Tryon Hall von Cornelius Kingsley Garrison Billings, einem pensionierten Präsidenten der Chicago Coke and Gas Company. Das Anwesen im Louis-XIV.-Stil wurde von Gus Lowell entworfen und auf dem über 10 Hektar großen Grundstück errichtet. Die Zufahrt vom Henry Hudson Parkway wurde von 7,60 Meter hohen Säulen eingefasst. 1917 verkaufte C.K.G. Billings das Anwesen an John D. Rockefeller, Jr. für 2.000.000 $. Tryon Hall fiel 1925 einem Feuer zum Opfer und wurde später das Vorbild für ein Anwesen im Roman und Film The Dragon Murder Case von S. S. Van Dine, in welchem der Polizei-Detective Philo Vance einen Mord auf dem Grundstück des Anwesens lösen muss, wo der Sage nach einst ein Drachen gelebt haben soll.
Nichtsdestotrotz waren kaum wohlhabende Grundbesitzer unter den ersten Bewohnern. Das Gebiet wurde Anfang des 20. Jahrhunderts überwiegend von irischen Einwanderern besiedelt. Während des Ersten Weltkriegs zogen Ungarn und Polen zu den irischen Einwanderern des Viertels. Als dann der Nationalsozialismus in Deutschland erstarkte, flohen Juden aus ihrem Heimatland. In den späten 1930er Jahren hatten sich über 20.000 Flüchtlinge aus Deutschland in Washington Heights niedergelassen.
Die Schutzpatronin der Einwanderer, Franziska Xaviera Cabrini („Mother Cabrini“), ist in einem Schrein in der Nähe des nördlichen Endes der Fort Washington Avenue bestattet, wo die Mother Cabrini High School ihren Namen trägt. Mutter Franziska Xaviera Cabrini wurde im November 1938 seliggesprochen und war am 7. Juli 1946 die erste US-Amerikanerin, die heiliggesprochen wurde. Sie gründete die „Missionary Sisters of the Sacred Heart of Jesus“. Der Name der Straße auf der Westseite der Mother Cabrini High School und des Schreins wurden 1939 von Northern Avenue in Cabrini Boulevard umbenannt.

#### Fort Tryon

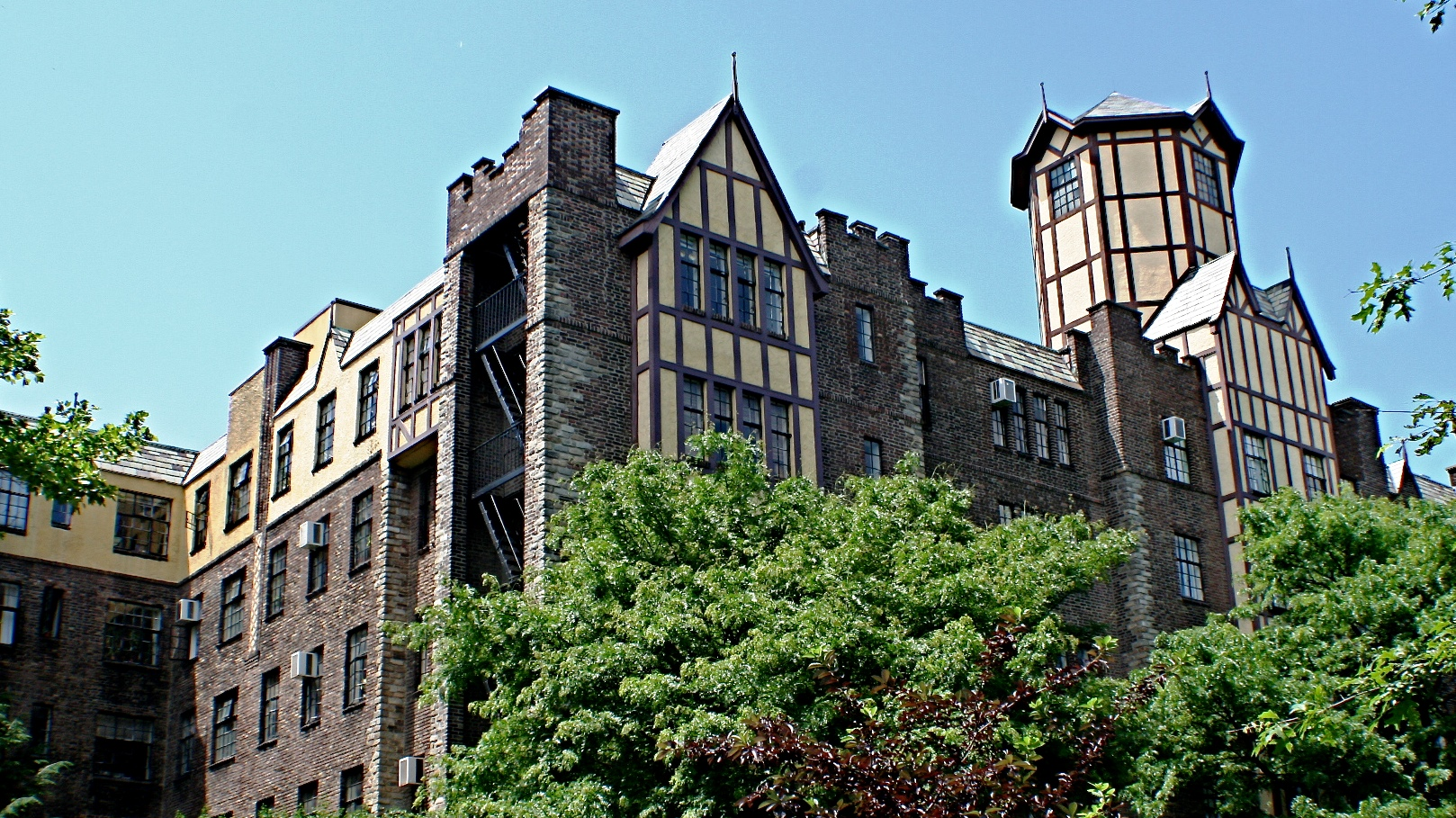
Appartement-Block in Hudson Heights

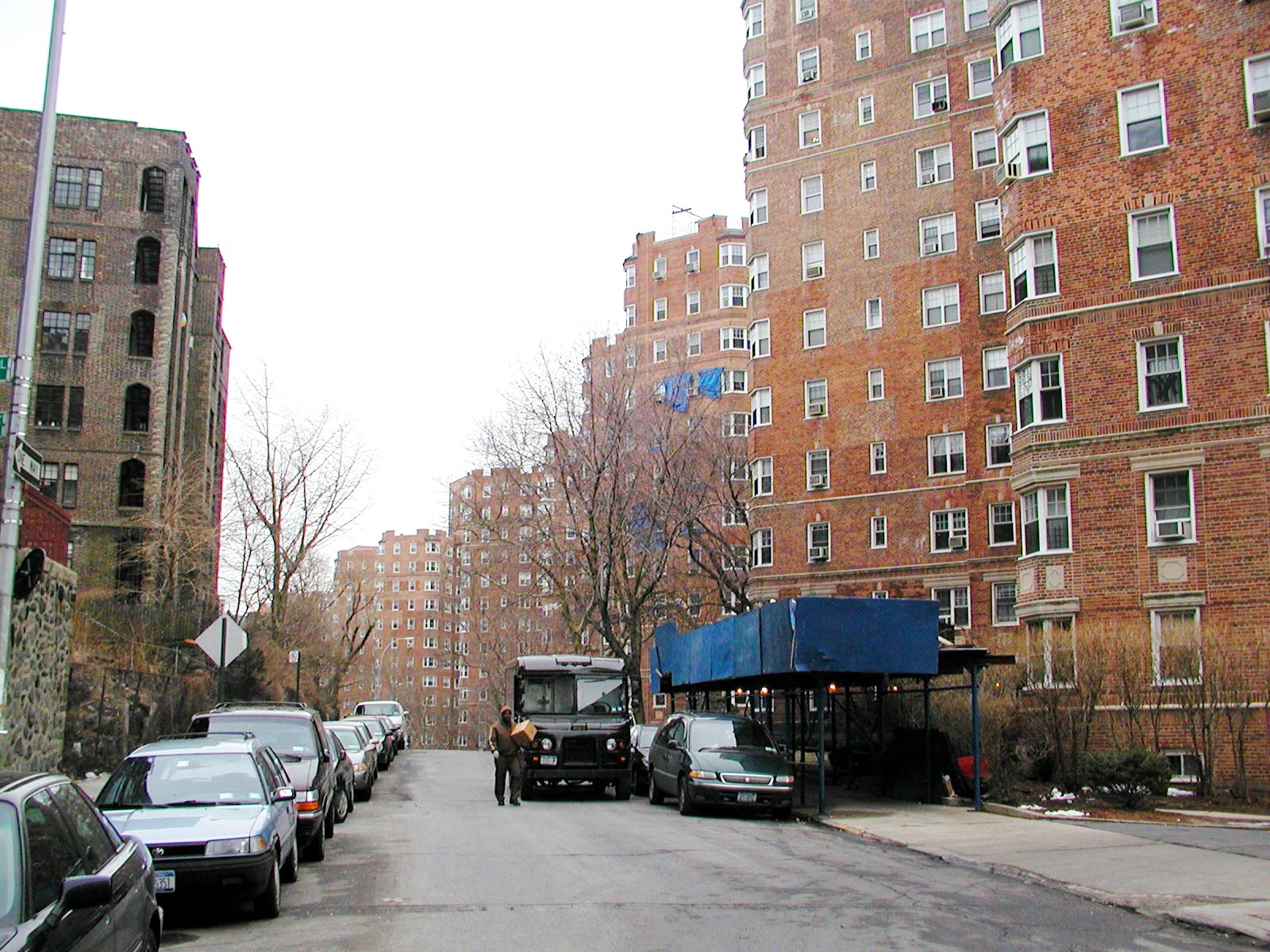
Castle Village

Hudson Heights als eigenständiger Teil des Viertels Washington Heights kristallisierte sich wohl in den Jahren vor dem Zweiten Weltkrieg heraus. Ein Gelehrter bezeichnete dieses Gebiet 1940 als „Fort Tryon“ bzw. „Fort Tryon area“. 1989 schrieb Steven M. Lowenstein: „Der größte soziale Unterschied konnte im Verhältnis zum Gebiet im Nordwesten direkt südlich des Fort Tryon Park festgestellt werden, welche die repräsentativste Gegend war und bleibt … Dieses Gefälle wurde bereits 1940 bemerkt, setzte sich 1970 unvermindert fort und war sogar bis 1980 erkennbar …“ („The greatest social distance was to be found between the area in the northwest, just south of Fort Tryon Park, which was, and remains, the most prestigious section … This difference was already remarked in 1940, continued unabated in 1970 and was still noticeable even in 1980 …“).
Laut Lowenstein liegt Fort Tryon westlich des Broadway, östlich des Hudson, nördlich der West 181st Street und südlich der Dyckman Street (also einschließlich Fort Tryon Park). Er schreibt: „Innerhalb des Kerngebiets von Washington Heights (zwischen der 155th Street und Dyckman Street) gab es auch einen erheblichen Unterschied. Der weiter nördliche und westliche Teil entwickelte sich zum repräsentativeren Viertel …“ („Within the core area of Washington Heights (between 155th Street and Dyckman Street) there was a considerable internal difference as well. The further north and west one went, the more prestigious the neighborhood …“). Seine Darstellung entspricht dem heutigen Hudson Heights.
Hinweise auf den alten Namen finden sich im Fort Tryon Jewish Center an der Fort Washington Avenue zwischen der West 183rd Street und der West 185th Street (es gibt keine West 184th Street entlang der Fort Washington Avenue), dem Fort Tryon Center for Rehabilitation & Nursing an der West 190th Street und Overlook Terrace, dem Tryon Tower Appartement-Gebäude an der Pinehurst Avenue und auf den Seiten der Website Not for Tourists Guide to New York City.
In jüngster Zeit sollte bei der Namensgebung eines geplanten 23-stöckigen Appartement-Hochhauses bei Overlook Terrace, dem ersten geplanten Appartement-Hochhaus überhaupt in Hudson Heights, Fort Tryon als Referenz herangezogen werden. Doch der ursprünglich geplante Name Fort Tryon Tower wurde wegen zwei Gründen in One Bennett Park geändert: Da das Projekt den Eingang zur Fort Washington Avenue hätte – neben dem Eingang des Fort Tryon Jewish Center – könnte ein ähnlicher Name suggerieren, dass der Fort Tryon Tower mit dem Jewish Center in Verbindung stünde, was nicht der Fall ist. Wichtiger war jedoch, dass die Projektentwickler realisiert haben, dass es keine freie Straßennummer an der Fort Washington Avenue für diesen Eingang gibt. Mit den beiden vorliegenden Einschränkungen wählten die Bauträger einen neuen Namen der auch als Adresse verstanden werden kann: One Bennett Park. Dies passt, da sich der Haupteingang des Parks direkt auf der gegenüberliegenden Straßenseite zum Haupteingang des künftigen Fort Tryon Tower befindet.

#### Frankfurt-on-the-Hudson

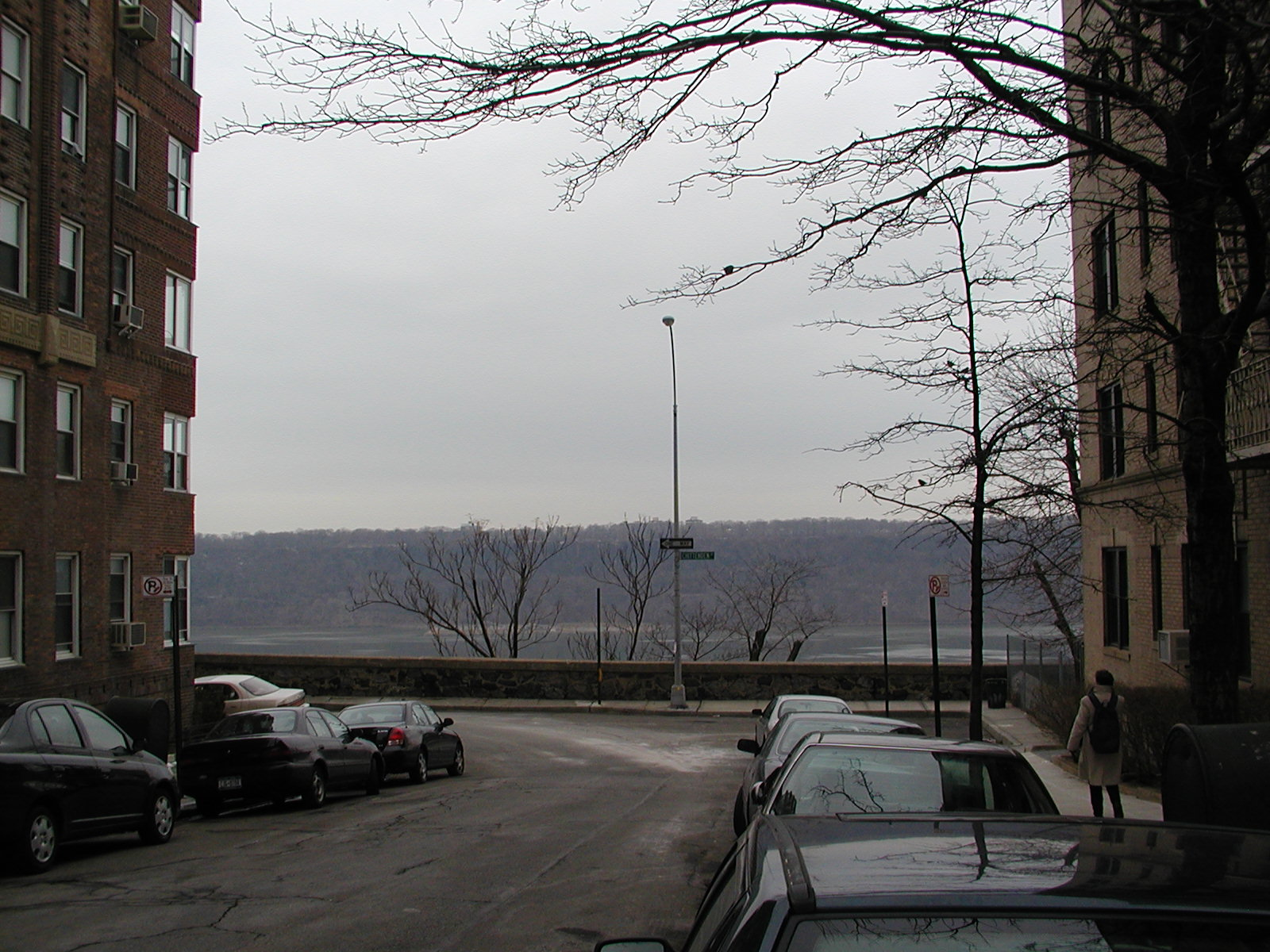
Der Hudson River von der 187th Street aus gesehen

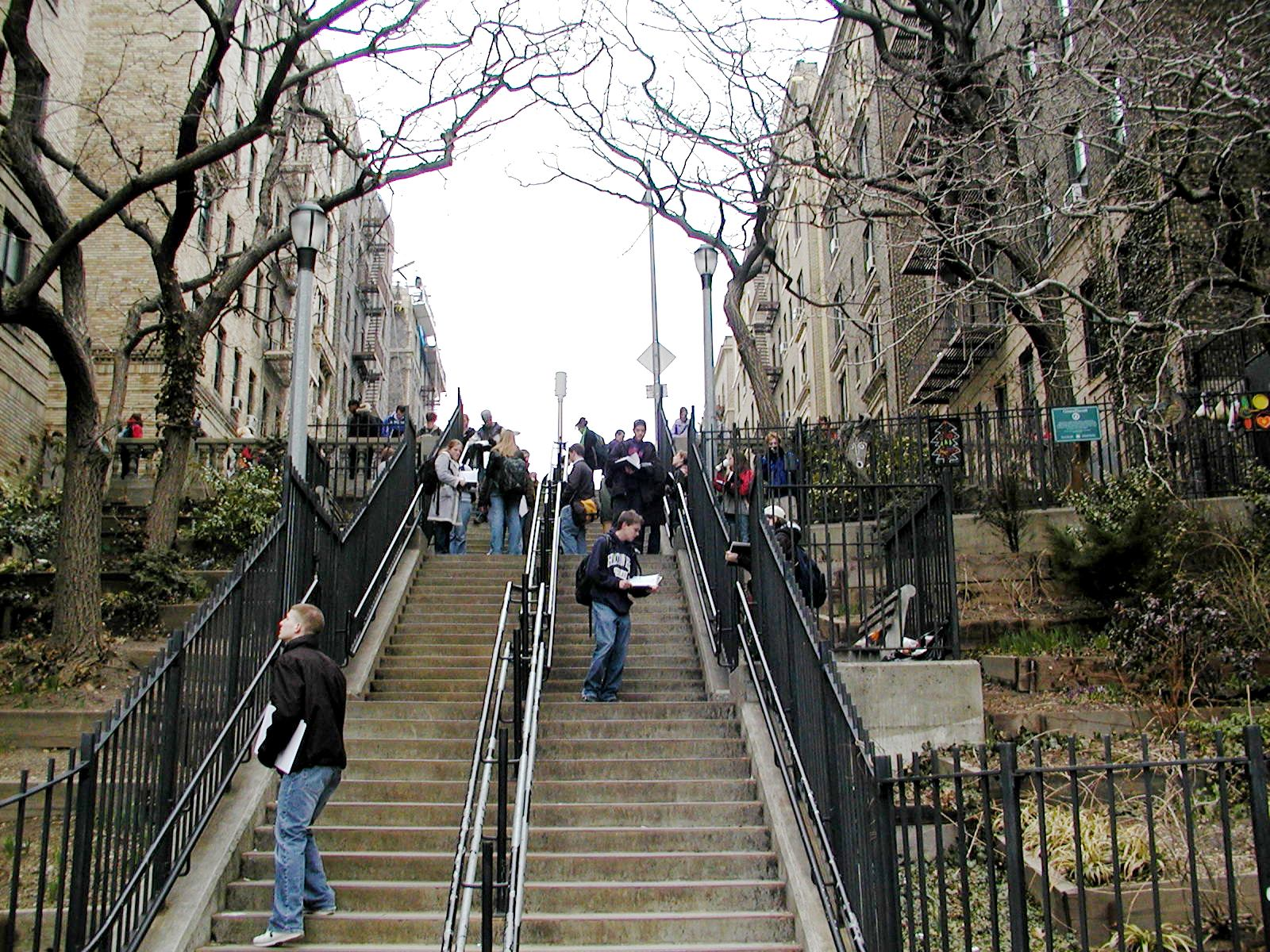
Treppen an der Pinehurst Avenue

In den Jahren nach dem Zweiten Weltkrieg wurde das Viertel „Frankfurt-on-the-Hudson“ genannt, da sich hier sehr viele deutsche und österreichische Juden niedergelassen hatten und nun einen hohen Anteil an der Wohnbevölkerung stellten. Darüber hinaus stammte eine unverhältnismäßig große Anzahl der hier lebenden Deutschen aus Frankfurt am Main. Kein anderes Viertel der Stadt hatte so viele deutsch-jüdische Einwohner, die hier ihren eigenen deutschen Kosmos in den 1930er Jahren erschufen.
Dieser Kosmos war kosmopolitisch, so dass 1934 die Mitglieder des German Jewish Club of New York das deutschsprachige Mitteilungsblatt „Aufbau“ für deren Mitglieder ins Leben riefen, aus dem schließlich eine Zeitung wurde. Die Büros befanden sich in der Nähe des Broadway. Die Zeitung wurde bekannt als eine „bedeutende intellektuelle Stimme und ein wichtiges Forum für das deutsche Judentum in den Vereinigten Staaten“ („prominent intellectual voice and a main forum for German Jewry in the United States“) – so die deutsche Botschaft in Washington D.C. „Sie veröffentlichte die Arbeiten von bedeutenden, prominenten Schriftstellern und Intellektuellen wie Thomas Mann, Albert Einstein, Stefan Zweig und Hannah Arendt. Sie war eine der wenigen Zeitungen, die über die Gräuel des Holocaust während des Zweiten Weltkriegs berichteten“ („It featured the work of great prominent writers and intellectuals such as Thomas Mann, Albert Einstein, Stefan Zweig, and Hannah Arendt. It was one of the only newspapers to report on the atrocities of the Holocaust during World War II.“).
Der Film We Were So Beloved (1985) erzählt die Geschichten von Juden des Viertels, die dem Holocaust entgangen sind. Als diese Gruppe von Einwanderern Kinder bekam, verließen viele von ihnen das Viertel und manchmal auch die Stadt, bis 1960 nur noch 16 % der Wohnbevölkerung von Frankfurt-on-the-Hudson aus deutschen Juden bestand. Das Viertel verlor in den 1970er Jahren zunehmend seine jüdische Prägung als Einwanderer aus der Sowjetunion in diese Gegend zogen. Washington Heights ist trotzdem weiterhin die Heimstätte von Khal Adath Jeshurun (KAJ oder „Breuer's“), der deutsch-jüdischen Aschkenasim-Gemeinde, die in den späten 1930er Jahren gegründet wurde. Die Gemeinde erhält die deutsch-jüdische Art des Gottesdienstes, deren Liturgie, Bräuche und charakteristischen Melodien aufrecht. Es gibt auch mehrere Bildungsinstitutionen, die mit der KAJ verbunden sind.
Nach der Zuwanderung von Menschen aus der Sowjetunion folgten Familien aus der Karibik – insbesondere aus Puerto Rico und der Dominikanischen Republik. Es leben so viele Dominikaner in Washington Heights, dass Präsidentschaftskandidaten der Dominikanischen Republik hier in Paraden Wahlkampf betreiben. In den 1980er Jahren zogen Afroamerikaner in das Viertel, denen bald andere ethnische Gruppen folgten. Nun wurde die Gegend nicht mehr „Frankfurt-on-the-Hudson“ genannt.

### Hudson Heights: spätes 20. und frühes 21. Jahrhundert

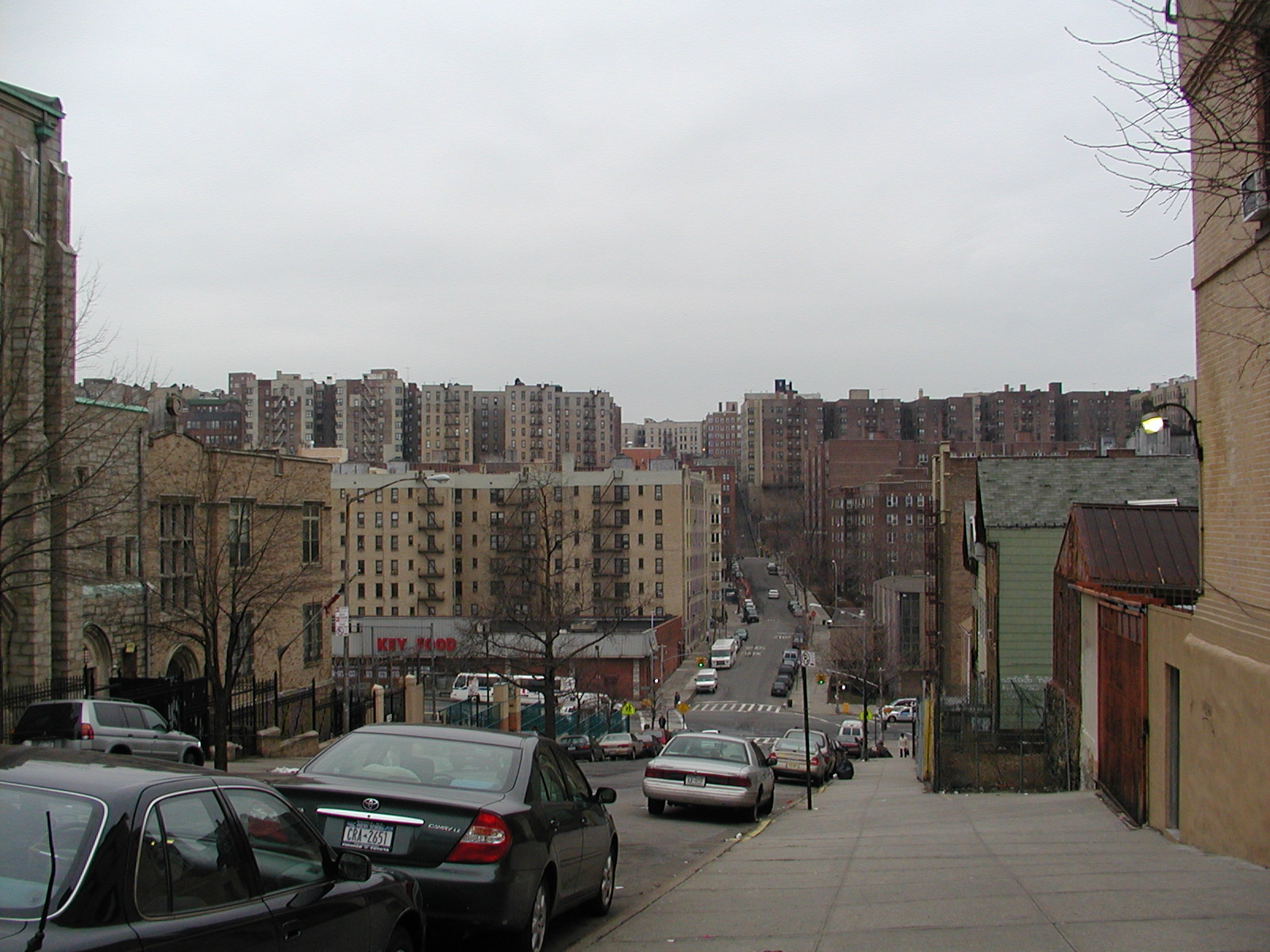
Blick aus östlicher Richtung über den Broadway entlang der 187th Street

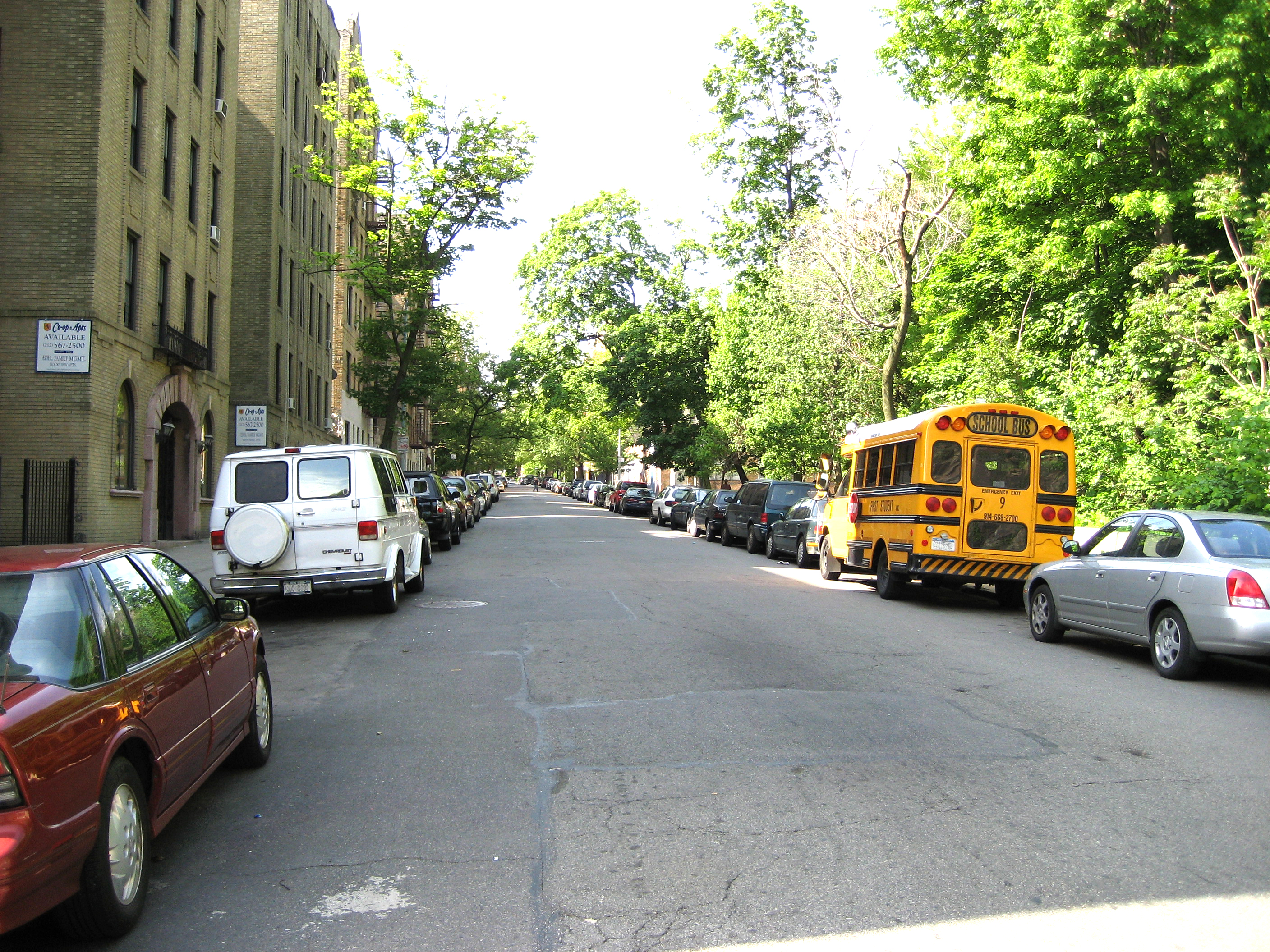
Blick auf die südliche Bennett Avenue auf Höhe der 192nd Street

Nachdem deutsche Kultur im Viertel kaum noch eine Rolle gespielt hatte, war der Name Frankfurt-on-the-Hudson überholt. Historische Anknüpfungspunkte schienen als Alternativen für einen neuen Namen nicht in Frage zu kommen, obwohl von den fünf frühen Landbesitzer drei bereits Namensgeber für Orte bzw. Straßen dieser Gegend waren: Bennett Park, Chittenden Avenue, Pinehurst Avenue sowie South Pinehurst Avenue. Die beiden anderen Namen früher Landbesitzer (Moorewood und Carmen) spielen heute aber kaum eine Rolle.
Möglicherweise war der Name Hudson Heights auch durch einen Satz von James Bennet aus dem Jahre 1992 inspiriert: „… eine Nachbarschaft … wo Brisen vom Hudson über die felsigen Höhen wehen, die halfen, der Gegend ihren Namen zu geben“ („… a community … where breezes from the Hudson blow across the rocky heights that helped give the area its name“). 1993, ein Jahr später, wurde der Name Hudson Heights erstmals benutzt, als engagierte Bürger des Viertels sich zusammentaten und die Hudson Heights Owners Coalition gründeten. Elizabeth Ritter, die Präsidentin dieser Initiative, sagte: „Wir brachen nicht auf, um den Namen des Viertels zu ändern, aber wir haben reiflich überlegt, wie wir den Namen unserer Organisation wählen“ („We didn’t set out to change the name of the neighborhood, but we were careful in how we selected the name of the organization“). Gemäß einem der Gründungsmitglieder, begannen Immobilienmakler erst nach der Gründung der Initiative den Namen zu verwenden. Der neue Name löste den mittlerweile überholten Bezug auf das deutsche „Erbe“ ab. Manche kritisierten den Namen Hudson Heights als künstlich, obwohl die deutschsprachige Bevölkerung bestenfalls noch eine geringe Rolle spielt. Auch die vielen russischen Muttersprachler im Viertel werden inzwischen von der Spanisch sprechende Bevölkerung zahlenmäßig erheblich übertroffen. Englisch bleibt die Verkehrssprache.
Denkmalschützer Andrew S. Dolkart, Direktor des Historic Preservation Program der Columbia University, meint, dass der Name Hudson Heights nicht passt: „Es ist ein künstlicher Name.“ Für ihn passt aber auch nicht Washington Heights. „Es war Fort Washington – dies ist der historische Name des Viertels“ („It was Fort Washington – that’s the historic name of the neighborhood“). Indem er Fort Washington als geeigneten Namen des Viertels wählt, umgeht jedoch er den ersten Namen der Gegend Lange Bergh (siehe oben), der von niederländischen Siedlern gewählt wurde.
Viele alteingesessene Einwohner des Viertels haben sich noch nicht angewöhnt, die Gegend Hudson Heights zu nennen und bezeichnen die Nachbarschaft weiterhin als Washington Heights. Einige dieser Einwohner nehmen es übel, wenn der Name Hudson Heights verwendet wird. Im The Not For Tourists Guide to New York City wird das Viertel als Fort Tryon bezeichnet.
Aller Kritik zum Trotz ist Hudson Heights inzwischen Namensbestandteil bei Kunst- und Kulturträgern wie Hudson Heights Duo oder Hudson Heights String Academy bzw. von Ärzten und Unternehmen wie Hudson Heights Pediatrics und Hudson Heights Restoration. Auch die Medien übernahmen den Namen des Viertels: Die Zeitung The New York Sun benutzte den Namen in ihren Artikeln über das Viertel, bevor die Zeitung 2008 eingestellt wurde. Das Magazin Money kürte im November 2007 Hudson Heights als bestes Viertel für den Ruhestand unter den fünf Stadtteilen von New York City (Tudor City war auf dem zweiten Platz). Die Hudson Heights Gazette, ein Blog über das Viertel mit Neuigkeiten aus der Nachbarschaft verwendet den Namen Hudson Heights ebenso wie die wöchentlich erscheinende zweisprachige Zeitung (Englisch/Spanisch) für Upper Manhattan: The Manhattan Times. Deren jährlicher Restaurantführer erscheint ebenfalls zweisprachig und wirft ein Schlaglicht auf die aufkeimende Restaurant-Szene in Nord-Manhattan.

## Architektur

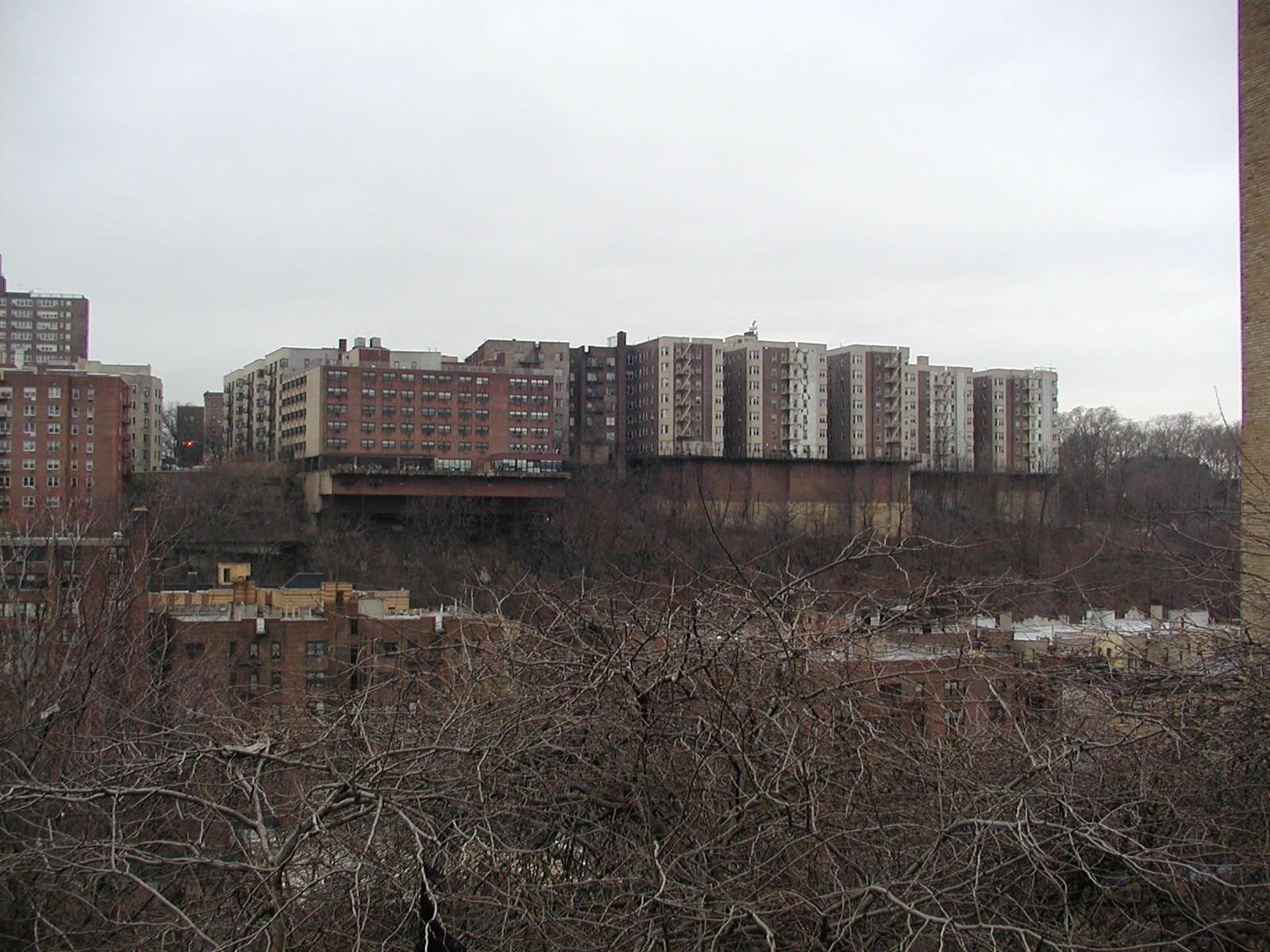
Blick aus östlicher Richtung über den Broadway nördlich der 190th Street

Dieses Viertel ist hauptsächlich eine Wohngegend, hat aber auch Gewerbe entlang der West 187th Street und West 181st Street wie auch bei der Public School 187 (Kindergarten bis 8. Klasse). Fast alle Gebäude wurden vor dem Zweiten Weltkrieg erbaut, die im Sprachgebrauch der New Yorker Immobilienmakler als pre-war bezeichnet werden – überwiegend im Stil des Art déco, wobei auch Fassaden im Stile des Art Nouveau, Klassizismus, Tudorstil oder Collegiate Gothic hin und wieder auftauchen. Viele der Appartement-Häuser sind Wohngenossenschaften und manche bestehen aus Eigentumswohnungen.
Die größten Wohngebäude im Viertel wurden vom Immobilieninvestor Charles V. Paterno begonnen. Nach ihm ist heute die Kreuzung von Cabrini Boulevard, Pinehurst Avenue und West 187th Street benannt. Sie heißt Paterno Trivium und erhielt im Jahre 2000 eine eingefasste, dreieckige Grünfläche. Paterno war Bauträger der Hudson View Gardens, die als Wohngenossenschaft geplant und 1924 bezogen wurden. Den Appartement-Komplex im Tudorstil entwarf Architekt George F. Pelham, der auch The Pinehurst entworfen hatte, das 1908 fertig gestellt wurde (Fort Washington Avenue/West 180th Street). Dessen Sohn, George F. Pelham Junior, war der Architekt von Castle Village – auf der anderen Seite des Cabrini Boulevard. Diese Baureihe aus fünf Gebäuden wurde 1939 fertiggestellt und 1985 in Eigentumswohnungen umgewandelt. Ein anderes großes wohngenossenschaftliches Gebäude ist das 16-stöckige Cabrini Terrace – das höchste Gebäude des Viertels.
Anfang der 1980er Jahre begann man einige Mietshäuser des Viertels in Wohngenossenschaften oder Eigentumswohnungen umzuwandeln. In den letzten Jahren war Hudson Heights eine attraktive Gegend für Menschen, die sich in Manhattan eine Wohnung kaufen wollten, sich aber nicht die Immobilienpreise von Downtown-Manhattan leisten konnten oder die mehr Wohnfläche wollten. Die zahlreichen Mitglieder von Wohngenossenschaften und Besitzer von Eigentumswohnungen gründeten 1993 die Hudson Heights Owners Coalition.
Am 12. Mai 2005 ging eine fast 20 Meter (65 Fuß) hohe Stützmauer zu Bruch, die den Castle-Village-Wohnkomplex vom Henry Hudson Parkway trennte. Sie stürzte auf die nach Norden führende Einfädelspur der 181st Street, die auf den Henry Hudson Parkway führt. Teile der Mauer waren bis zu 100 Jahre alt, da sie zwischen 1905 und den 1930er Jahren erbaut wurde. Dieser Einsturz führte dazu, dass die Einfädelspur bis März 2008 für mehr als 2,5 Jahre gesperrt war.

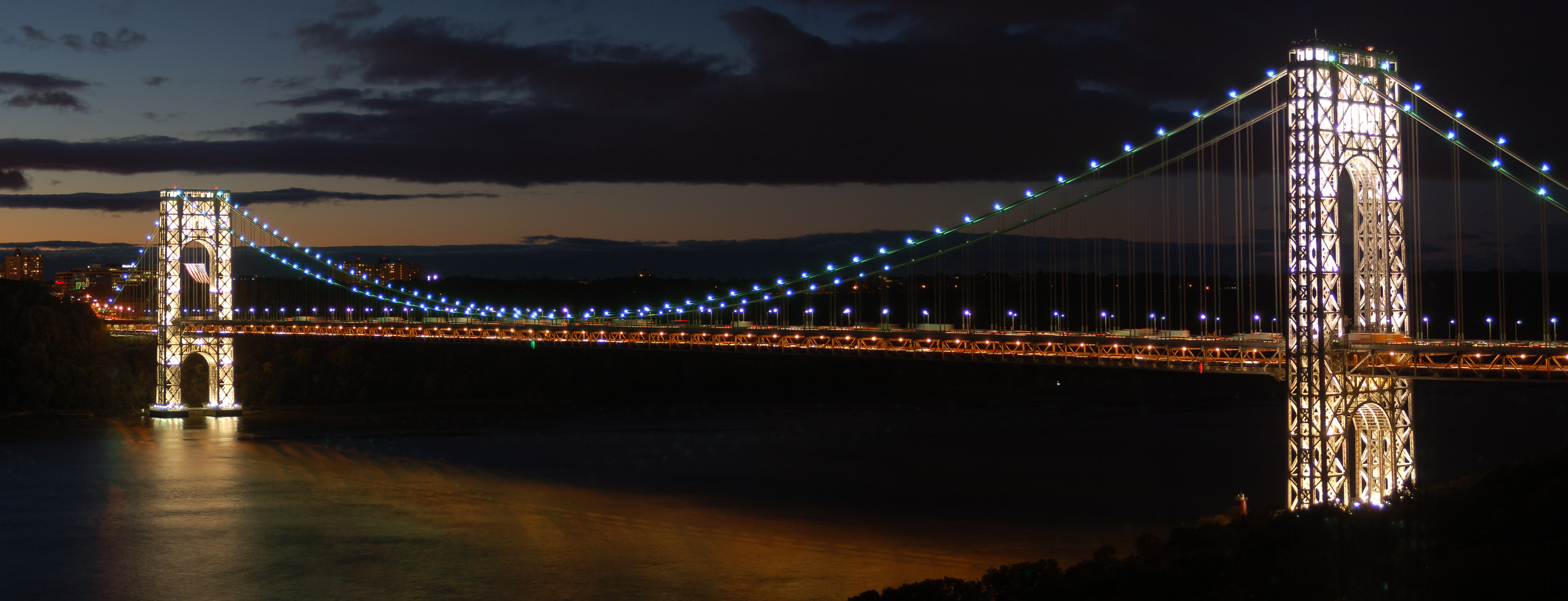
George Washington Bridge

Die George Washington Bridge auf Höhe der 179th Street ist weithin sichtbar und erhielt ein Lob von Charles Edouard Jeanneret (Le Corbusier): „Die George Washington Bridge über dem Hudson ist die schönste Brücke der Welt. Aus Drahtseilen und Stahlträgern erbaut, erstrahlt sie in der Silhouette wie ein umgedrehter Bogen. Sie hat Glück gehabt. Sie ist der einzig anmutige Platz in der ungeordneten Stadt“ („The George Washington Bridge over the Hudson is the most beautiful bridge in the world. Made of cables and steel beams, it gleams in the sky like a reversed arch. It is blessed. It is the only seat of grace in the disordered city“).
Der Busbahnhof „George Washington Bridge Bus Station“ an der West 179th Street und Fort Washington Avenue wurde vom italienischen Architekten Pier Luigi Nervi 1963 erbaut. Aus der Ferne sehen die riesigen Lüftungskanäle wie riesige Schmetterlinge aus Beton aus. Nervis Büste befindet sich in der Eingangshalle des Busbahnhofs.
Der einzige U-Bahn-Zugang New Yorks im gotischen Stil befindet sich an der Fort Washington Avenue und West 193rd Street (für die Station 190th Street der A-Linie). Daneben sticht auch der Ausgang der U-Bahn-Station 181th Street an der West 184th Street architektonisch heraus.
Im Bennett Park zeigt eine Boden-Markierung, wo sich einst die Mauern von Fort Washington befanden – mit einer Inschrift auf der Westseite des Parks, auf der steht: „Fort Washington erbaut und verteidigt durch die American Army 1776“. Darüber hinaus weist eine Tafel darauf hin, dass der Schieferfels in der Nähe die höchste Erhebung der Insel Manhattan ist. Das Grundstück für den Park wurde von James Gordon Bennett Junior gestiftet, dem Herausgeber des New York Herald. Sein Vater, James Gordon Bennett senior, hatte das Land erworben und war ebenfalls Herausgeber des New York Herald.

## Kultur und Sport

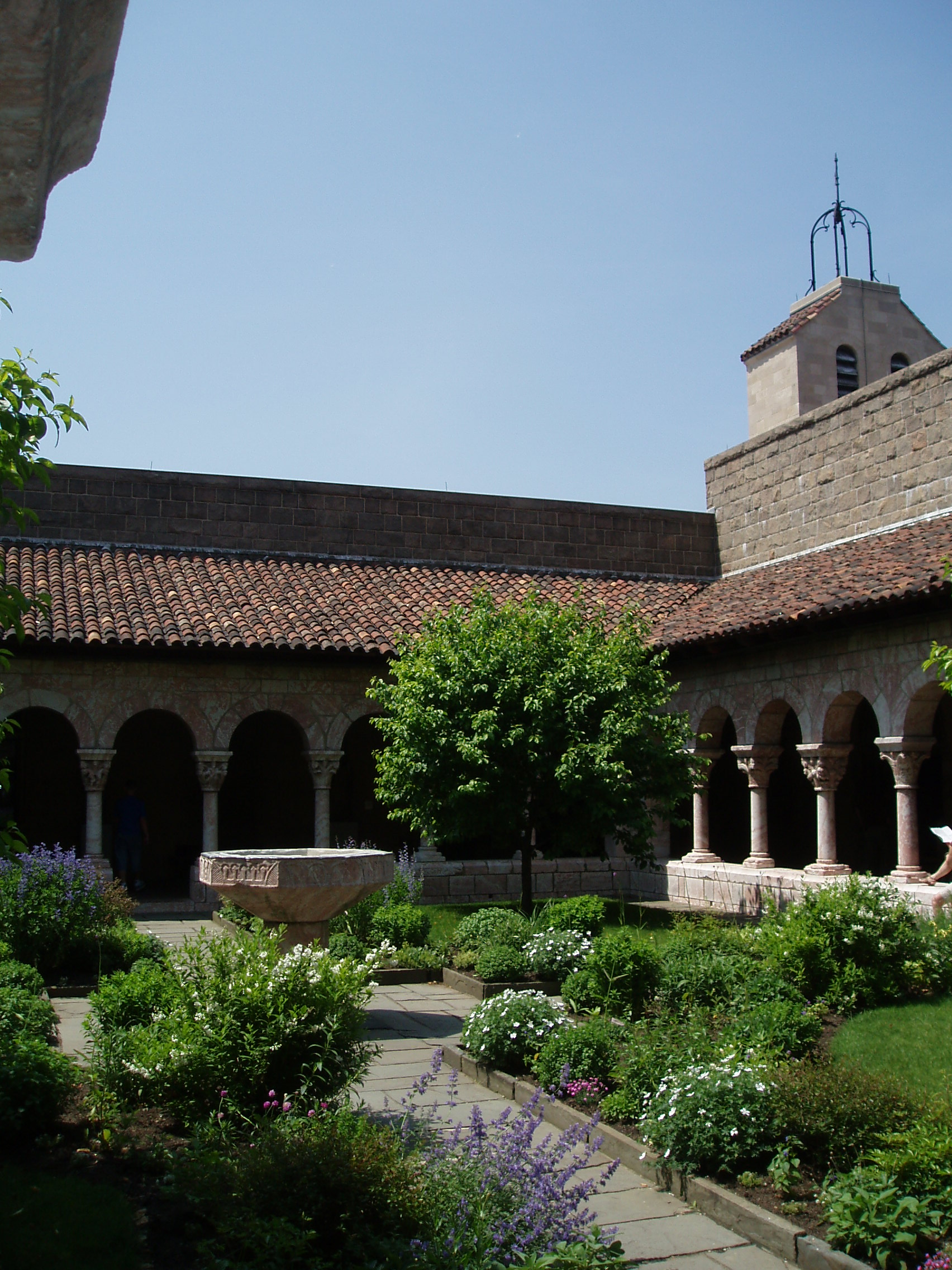
The Cloisters: Kreuzgang aus Saint-Michel-de-Cuxa

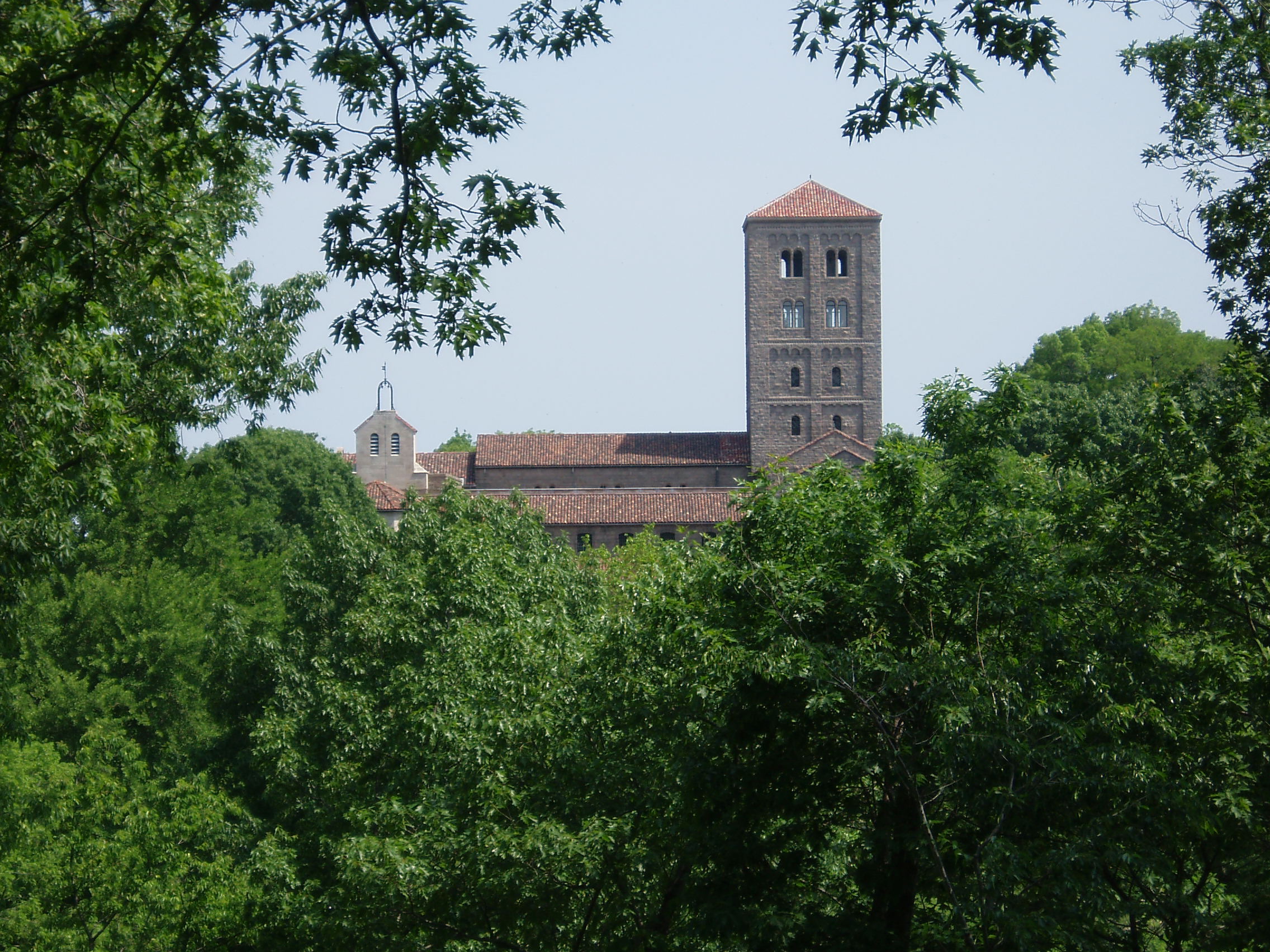
The Cloisters: Ansicht von Süden

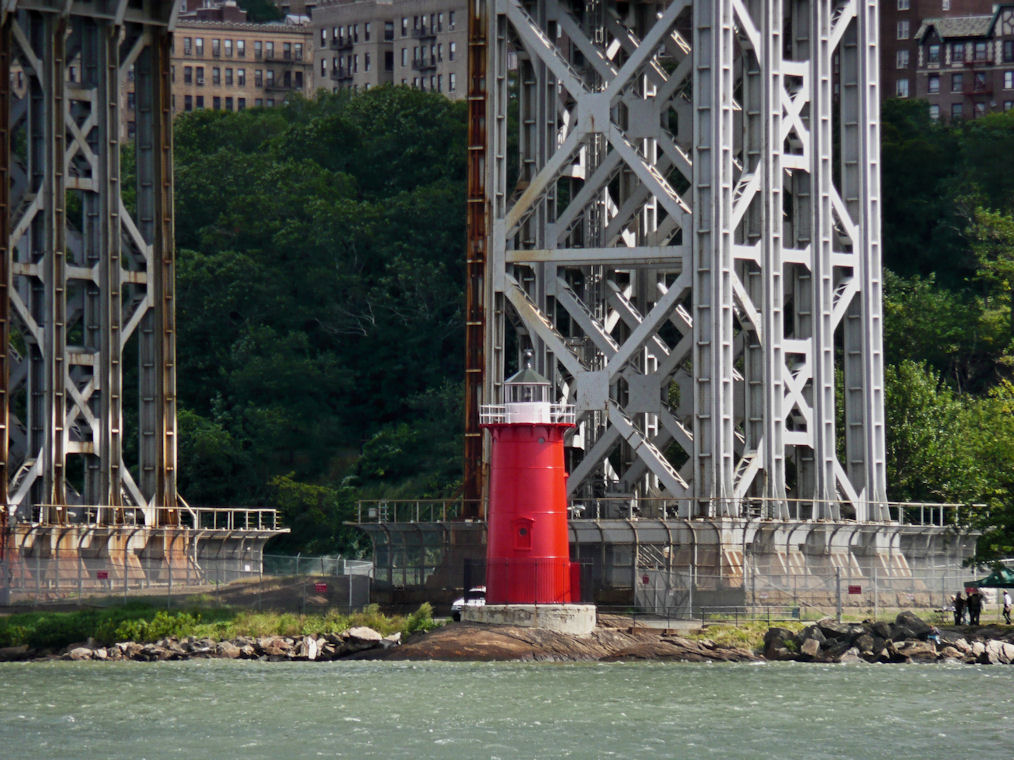
Little Red Lighthouse unter der George Washington Bridge

Ein weithin bekanntes Museum der Gegend ist The Cloisters im Fort Tryon Park, wo das Metropolitan Museum of Art untergebracht ist und dessen Sammlung an Kunst des Mittelalters ausstellt. Im September findet hier im Park ein Mittelalter-Festival statt – ein Jahrmarkt mit kostümierten Teilnehmern, Essständen und Musik.
Das Kunst-Festival The Art Stroll wirft jährlich im Juni ein Schlaglicht auf Künstler aus Upper Manhattan und deren Arbeiten. Hudson Heights gehört mit Washington Heights, Inwood und Marble Hill zu den Vierteln Upper Manhattans, die am Art Stroll teilnehmen. Dabei finden z. B. an öffentlichen Orten und Plätzen an mehreren Wochen improvisierte Galerien, Autorenlesungen, Performances und Märkte statt.
Im Bennett Park findet jährlich im September das Harvest Festival statt und an Halloween die Halloween-Parade der Kinder.
Unter der George Washington Bridge, am östlichen Pfosten, befindet sich das Little Red Lighthouse, wo das gleichnamige Festival im Spätsommer abgehalten wird. Hier endet auch der Little Red Lighthouse Swim – eine Schwimmveranstaltung für jedermann (beginnend auf Höhe der 165th Street), wo mit Unterstützung der Gezeiten gemeinsam eine Strecke von ca. 9,4 Kilometern (5,85 Meilen) geschwommen wird. Dies ist auch ein beliebter Ort, um Wanderfalken und Monarchschmetterlinge zu beobachten.
Das einzige Kino jenseits der 125th Street in Manhattan befindet sich in Hudson Heights – das vier Leinwände umfassende Coliseum Cinema an der West 181st Street und Broadway.
Über Veranstaltungen im Viertel berichten sowohl The Manhattan Times, Washington Heights & Inwood Online wie auch eine Veranstaltungsseite auf der Homepage des Appartement-Gebäudes The Pinehurst.
Direkt südlich des Fort Tryon Park befindet sich der Schrein der katholischen Heiligen Franziska Xaviera Cabrini.

### Hudson Heights in Film, Literatur und Theater
Im Roman The Brief Wondrous Life of Oscar Wao von Junot Díaz (2007) sind anglo-amerikanische Frauen, die Yogamatten bei sich haben, Vorboten der Gentrifizierung des Viertels. Das Buch gewann 2008 den Pulitzer-Preis.
Das Buch „Frankfurt on the Hudson, The German Jewish Community of Washington Heights, 1933-82, Its Structure and Culture“ von Stephen M. Lowenstein (1989) untersucht die Geschichte des Viertels von den 1930er bis in die 1980er Jahre.
Der Film Washington Heights (2002) erzählt die Geschichte von Carlos Ramirez, einem jungen Illustrator, der darauf brennt, dem Latino-Viertel zu entkommen, um in Downtown Manhattan in der Comic-Buch-Szene Furore zu machen. Als sein Vater, der eine Bodega in Washington Heights führt, bei einem Einbruchsversuch erschossen wird, muss Carlos seinen Traum auf Eis legen und das Geschäft weiterführen. Mit der Zeit begreift er, dass er nur dann als Comiczeichner erfolgreich sein kann, wenn er sich auf seine Wurzeln, seine Nachbarschaft einlässt, um diese Erfahrungen in die Welt hinauszutragen und in seine Arbeit einfließen zu lassen.
Zwei Szenen im Film Coogans großer Bluff (1968) mit Clint Eastwood wurden im Fort Tryon Park gedreht – einschließlich einer Schießerei an The Cloisters und einer Motorrad-Verfolgungsjagd im Heather Garden.
Das Buch The Little Red Lighthouse and the Great Gray Bridge von Hildegard Swift und illustriert von Lynd Ward (1942) erzählt von den beiden bekanntesten Sehenswürdigkeiten des Viertels.
Das Musical In the Heights spielt auf der 181st Street und Fort Washington Avenue. Es wurde von Lin-Manuel Miranda, die selbst in Nord-Manhattan aufwuchs, geschrieben und produziert und 2021 verfilmt.
George Nolfis Film The Adjustment Bureau (2011) mit Matt Damon enthält eine lange Szene in Fort Tryons New Leaf Restaurant and Bar.
Im Filmklassiker Portrait of Jennie von 1948 mit Joseph Cotten, Jennifer Jones und Ethel Barrymore dienen The Cloisters als Kulisse für eine Klosterschule, in der „Jennie“ lebt.

## Berühmte Bewohner

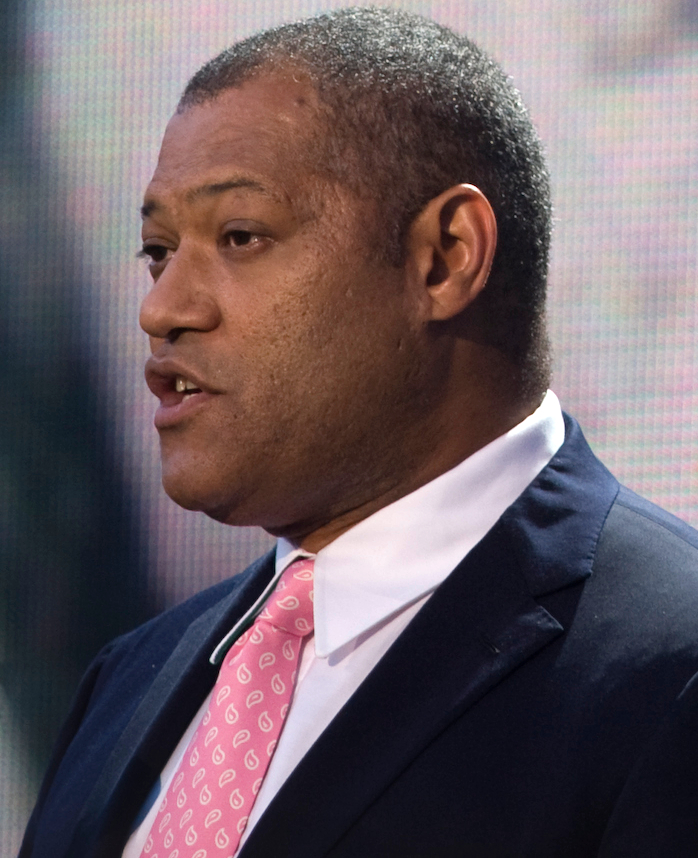
Laurence Fishburne (2009)

Namhafte derzeitige und frühere Einwohner von Hudson Heights:
- Rabbi Joseph Breuer, religiöser Führer[66]
- Laurence Fishburne, Schauspieler[67]
- Henry Kissinger, Diplomat und Staatsmann[68]
- Daniel D. McCracken, früher Computer-Pionier und Buchautor
- James R. Russell, Gelehrter und Professor an der Harvard University
- Rabbi Shimon Schwab, religiöser Führer[69]
- Ruth Westheimer, Psychologin[70]